# Station Auch
Station Auch is een spoorwegstation in de Franse gemeente Auch.